# Busy
Busy és un municipi francès situat al departament del Doubs i a la regió de Borgonya - Franc Comtat. L'any 2007 tenia 531 habitants.

## Demografia

### Població
El 2007 la població de fet de Busy era de 531 persones. Hi havia 192 famílies de les quals 24 eren unipersonals (8 homes vivint sols i 16 dones vivint soles), 70 parelles sense fills, 86 parelles amb fills i 12 famílies monoparentals amb fills.
La població ha evolucionat segons el següent gràfic:
Habitants censats

### Habitatges
El 2007 hi havia 209 habitatges, 194 eren l'habitatge principal de la família, 5 eren segones residències i 9 estaven desocupats. 195 eren cases i 13 eren apartaments. Dels 194 habitatges principals, 172 estaven ocupats pels seus propietaris, 21 estaven llogats i ocupats pels llogaters i 1 estava cedit a títol gratuït; 2 tenien dues cambres, 12 en tenien tres, 36 en tenien quatre i 144 en tenien cinc o més. 182 habitatges disposaven pel capbaix d'una plaça de pàrquing. A 74 habitatges hi havia un automòbil i a 111 n'hi havia dos o més.

### Piràmide de població
La piràmide de població per edats i sexe el 2009 era:
| Homes | Edats   | Dones |
| ----- | ------- | ----- |
| 0     | 95 o +  | 0     |
| 0     | 90 a 94 | 0     |
| 8     | 85 a 89 | 0     |
| 4     | 80 a 84 | 4     |
| 8     | 75 a 79 | 16    |
| 8     | 70 a 74 | 12    |
| 8     | 65 a 69 | 4     |
| 12    | 60 a 64 | 12    |
| 20    | 55 a 59 | 8     |
| 16    | 50 a 54 | 20    |
| 20    | 45 a 49 | 8     |
| 32    | 40 a 44 | 28    |
| 12    | 35 a 39 | 8     |
| 12    | 30 a 34 | 28    |
| 16    | 25 a 29 | 12    |
| 8     | 20 a 24 | 0     |
| 20    | 15 a 19 | 20    |
| 8     | 10 a 14 | 16    |
| 12    | 5 a 9   | 24    |
| 8     | 0 a 4   | 12    |

## Economia
El 2007 la població en edat de treballar era de 354 persones, 277 eren actives i 77 eren inactives. De les 277 persones actives 266 estaven ocupades (139 homes i 127 dones) i 11 estaven aturades (5 homes i 6 dones). De les 77 persones inactives 25 estaven jubilades, 36 estaven estudiant i 16 estaven classificades com a «altres inactius».

### Ingressos
El 2009 a Busy hi havia 214 unitats fiscals que integraven 573 persones, la mediana anual d'ingressos fiscals per persona era de 19.308 €.

### Activitats econòmiques
Dels 10 establiments que hi havia el 2007, 4 eren d'empreses de construcció, 4 d'empreses de comerç i reparació d'automòbils, 1 d'una empresa de transport i 1 d'una empresa de serveis.
Dels 3 establiments de servei als particulars que hi havia el 2009, 1 era un paleta, 1 fusteria i 1 lampisteria.
L'any 2000 a Busy hi havia 5 explotacions agrícoles.

## Equipaments sanitaris i escolars
El 2009 hi havia una escola elemental.

## Poblacions més properes
El següent diagrama mostra les poblacions més properes.